# Шебёк, Томас
Томас Шебёк (Себеок; Thomas A. Sebeok, венг. Sebők, 1920—2001) — американский семиотик и лингвист венгерского происхождения, один из основателей зоосемиотики и биосемиотики. С 1969 по 2001 год Томас Шебёк был главным редактором журнала Semiotica.
Также занимался ядерной семиотикой.